# Gustave Pictet
Gustave Pictet (24 avril 1827, Genève - 14 mars 1900, Genève) est un juriste et homme politique suisse.

## Biographie
Fils de Jules Pictet et frère d'Ernest Pictet, il suit des études de droit à Heidelberg, à Paris et à Genève, y obtenant son doctorat en 1851.
Devenu avocat à Genève, il est juge au Tribunal fédéral en 1875 et juge de paix à Genève en 1876.
Il est député au Grand Conseil de Genève de 1854 à 1855, puis de 1864 à 1890, il est conseiller national (1872 à 1874, 1878 à 1881, puis de 1884 à 1887) et conseiller aux États de 1890 à 1891.